# Sjęgniew
Sjęgniew – staropolskie imię męskie, złożone z członu Sję- (s-jąć – "wziąć, chwycić, trzymać"), oraz członu -gniew ("gniew").
Może oznaczać "tego, kto ujarzmia swój gniew".